# مؤسسه خیریه زنجیره امید
مؤسسهٔ خیریه زنجیرهٔ امید یک مؤسسهٔ خیریه است که از سال ۱۳۸۶ در ایران فعالیت می‌کند. این مؤسسه در زمینهٔ درمان کودکان (زیر ۱۸ سال) محروم و نیازمند در رشته‌های پزشکی ارتوپدی، قلبی و ترمیمی فعالیت می‌کند.
این موسسه با الهام از مؤسسه‌ای به همین نام در فرانسه (به فرانسوی: La Chaîne de l'espoir) در ایران تأسیس شده‌است. مؤسسهٔ خیریهٔ زنجیرهٔ امید ایران و فرانسه سابقا با یکدیگر همکاری داشتند و پزشکان داوطلب زنجیرهٔ امید فرانسه به صورت دوره‌ای برای کمک به درمان کودکان محروم به ایران سفر میکردند.
فعالیت‌های آموزشی زنجیرهٔ امید شامل آموزش‌های کوتاه مدت و بلندمدت می‌شود که از طریق اعزام پزشکان ایرانی به فرانسه جهت گذراندن دوره‌های آموزشی تکمیلی یا از طریق برگزاری همایش‌ها، سخنرانی‌ها و کلینیک‌های پزشکان فرانسوی در ایران برگزار می‌شود.